# Kiesdistricten van Cagayan
De kiesdistricten van Cagayan (Engels: Legislative Districts of Cagayan), zijn de drie administratieve gebieden waarin de Filipijnse provincie Cagayan is ingedeeld ten behoeve van de verkiezingen voor het Filipijns Huis van Afgevaardigden. Elk van de drie kiesdistricten heeft een eigen vertegenwoordiger in het Huis van Afgevaardigden. Elke drie jaar kunnen de inwoners elk van deze districten een nieuwe vertegenwoordiger kiezen. Sinds de nieuwe Filipijnse Grondwet van 1987 kunnen dergelijke afgevaardigden slechts drie termijnen achtereen in het Huis worden gekozen.
In het verleden is de indeling van de kiesdistricten van Cagayan diverse malen gewijzigd. Van 1907 tot 1972 kende Cagayan twee kiesdistricten en sinds 1987 kent de provincie de huidige indeling van drie districten. Tussen 1972 en 1987 bestond het Filipijnse Huis van Afgevaardigden niet en werd de indeling in kiesdistricten dus ook niet gebruikt.

## 1e kiesdistrict
- Gebied: Alcala, Aparri, Baggao, Buguey, Camalaniugan, Gattaran, Gonzaga, Lal-lo, Santa Ana, Santa Teresita

### 1987–heden
| Periode               | Afgevaardigde         |
| --------------------- | --------------------- |
| 8e Congres 1987–1992  | Domingo A. Tuzon      |
| 9e Congres 1992–1995  | Juan Ponce Enrile     |
| 10e Congres 1995–1998 | Patricio T. Antonio   |
| 11e Congres 1998–2001 | Juan Ponce Enrile jr. |
| 12e Congres 2001–2004 | Juan Ponce Enrile jr. |
| 13e Congres 2004–2007 | Juan Ponce Enrile jr. |
| 14e Congres 2007–2010 | Sally Ponce Enrile    |
| 15e Congres 2010–2013 | Juan Ponce Enrile jr. |
| 16e Congres 2013–2016 | Sally Ponce Enrile    |
| 17e Congres 2016–2019 | Ramon C. Nolasco      |
| 18e Congres 2019–2022 | Ramon Nolasco jr.     |
| 19e Congres 2022–2025 | Ramon Nolasco jr.     |

### 1907–1909
- Gebied: Alcala, Amulung, Aparri, Baggao, Basco, Calayan, Camalaniugan, Gattaran, Iguig, Lal-lo, Peñablanca en Tuguegarao

| Periode                             | Afgevaardigde |
| ----------------------------------- | ------------- |
| 1e Filipijnse Legislatuur 1907–1909 | Pablo Guzman  |

### 1909–1922
- Gebied: Alcala, Amulung, Aparri, Baggao, Ballesteros(gesticht 1911), Calayan (behoorde bij Aparri van 1912 tot 1920), Camalaniugan, Gattaran, Gonzaga (gesticht 1917), Iguig, Lal-lo, Peñablanca en Tuguegarao

| Periode                             | Afgevaardigde        |
| ----------------------------------- | -------------------- |
| 2e Filipijnse Legislatuur 1909–1912 | Venancio Concepcion  |
| 3e Filipijnse Legislatuur 1912–1916 | Cresencio Marasigan  |
| 4e Filipijnse Legislatuur 1916–1919 | Vicente T. Fernandez |
| 5e Filipijnse Legislatuur 1919–1922 | Miguel C. Nava       |

### 1922–1972
- Gebied: Alcala, Amulung, Aparri, Baggao, Calayan, Camalaniugan, Gattaran, Gonzaga, Iguig, Lal-lo, Peñablanca, Santa Ana (gesticht 1949), Santa Teresita (gesticht 1963), Tuguegarao

| Periode                              | Afgevaardigde          |
| ------------------------------------ | ---------------------- |
| 6e Filipijnse Legislatuur 1922–1925  | Alfonso Ponce Enrile   |
| 7e Filipijnse Legislatuur 1925–1928  | Vicente Formoso        |
| 8e Filipijnse Legislatuur 1928–1931  | Vicente Formoso        |
| 9e Filipijnse Legislatuur 1931–1934  | Marcelo Adduru         |
| 10e Filipijnse Legislatuur 1934–1935 | Nicanor Carag          |
| 1e Nationale Assemblee 1935–1938     | Marcelo Adduru         |
| 1e Nationale Assemblee 1938–1941     | Conrado V. Singson     |
| 1e Commonwealth Congres 1945         | Nicanor Carag          |
| 1e Congres 1946–1949                 | Conrado V. Singson     |
| 2e Congres 1949–1953                 | Domingo S. Siazon      |
| 3e Congres 1953–1957                 | Felipe R. Garduque jr. |
| 4e Congres 1957–1961                 | Felipe R. Garduque jr. |
| 5e Congres 1961–1965                 | Tito M. Dupaya         |
| 6e Congres 1965–1969                 | Tito M. Dupaya         |
| 7e Congres 1969–1972                 | Tito M. Dupaya         |

## 2e kiesdistrict
- Gebied: Abulug, Allacapan, Ballesteros, Calayan, Claveria, Lasam, Pamplona, Piat, Rizal, Sanchez-Mira, Santa Praxedes, Santo Niño

### 1987-heden
| Periode               | Afgevaardigde              |
| --------------------- | -------------------------- |
| 8e Congres 1987–1992  | Leoncio M. Puzon           |
| 9e Congres 1992–1995  | Edgar R. Lara              |
| 10e Congres 1995–1998 | Edgar R. Lara              |
| 11e Congres 1998–2001 | Edgar R. Lara              |
| 12e Congres 2001–2004 | Celia C. Tagana-Layus      |
| 13e Congres 2004–2007 | Florencio L. Vargas        |
| 14e Congres 2007–2010 | Florencio L. Vargas        |
| 15e Congres 2010–2013 | vacant                     |
| 16e Congres 2013–2016 | Baby Aline Vargas-Alfonso  |
| 17e Congres 2016–2019 | Baby Aline Vargas-Alfonso  |
| 18e Congres 2019–2022 | Samantha Louise V. Alfonso |
| 19e Congres 2022–2025 | Baby Aline Vargas-Alfonso  |

### 1907–1922
- Gebied: Abulug, Claveria, Enrile, Faire, Mauanan, Pamplona, Piat, Sanchez-Mira, Solana, Tuao

| Periode                             | Afgevaardigde    |
| ----------------------------------- | ---------------- |
| 2e Filipijnse Legislatuur 1907–1909 | Gabriel Lasam    |
| 2e Filipijnse Legislatuur 1909–1912 | Leoncio Fonacier |
| 3e Filipijnse Legislatuur 1912–1916 | Juan Quintos     |
| 4e Filipijnse Legislatuur 1916–1919 | Miguel C. Nava   |
| 5e Filipijnse Legislatuur 1919–1922 | Bonifacio Cortez |

### 1922–1935
- Gebied: Abulug, Ballesteros, Claveria, Enrile, Santo Niño (Faire), Rizal (Mauanan), Pamplona, Piat, Sanchez-Mira, Solana, Tuao

| Periode                              | Afgevaardigde     |
| ------------------------------------ | ----------------- |
| 6e Filipijnse Legislatuur 1922–1925  | Proceso Sebastian |
| 7e Filipijnse Legislatuur 1925–1928  | Antonio Guzman    |
| 8e Filipijnse Legislatuur 1928–1931  | Claro Sabbun      |
| 9e Filipijnse Legislatuur 1931–1934  | Sabas Casibang    |
| 10e Filipijnse Legislatuur 1934–1935 | Miguel P. Pio     |

### 1935–1972
- Gebied: Abulug, Ballesteros, Claveria, Enrile, Santo Niño (Faire), Rizal (Mauanan), Pamplona, Piat, Sanchez-Mira, Solana, Tuao, Santa Praxedes (Langangan) (geannexeerd van Mountain Province in 1922; stemmen pas vanaf 1935), Allacapan (geannexeerd van Mountain Province in 1928; stemmen pas vanaf 1935), Lasam (gesticht 1950)

| Periode                          | Afgevaardigde     |
| -------------------------------- | ----------------- |
| 1e Nationale Assemblee 1935–1938 | Regino Veridiano  |
| 1e Nationale Assemblee 1938–1941 | Miguel P. Pio     |
| 1e Commonwealth Congres 1945     | Miguel P. Pio     |
| 1e Congres 1946–1949             | Paulino A. Alonzo |
| 2e Congres 1949–1953             | Paulino A. Alonzo |
| 3e Congres 1953–1957             | Paulino A. Alonzo |
| 4e Congres 1957–1961             | Benjamin Ligot    |
| 5e Congres 1961–1965             | Benjamin Ligot    |
| 6e Congres 1965–1969             | Benjamin Ligot    |
| 7e Congres 1969–1972             | David M. Puzon    |

## 3e kiesdistrict
- Gebied: Amulung, Enrile, Iguig, Peñablanca, Solana, Tuao, Tuguegarao,

### 1987-heden
| Periode               | Afgevaardigde        |
| --------------------- | -------------------- |
| 8e Congres 1987–1992  | Tito M. Dupaya       |
| 9e Congres 1992–1995  | Francisco K. Mamba   |
| 10e Congres 1995–1998 | Manuel N. Mamba      |
| 11e Congres 1998–2001 | Rodolfo E. Aguinaldo |
| 12e Congres 2001–2004 | Manuel N. Mamba      |
| 13e Congres 2004–2007 | Manuel N. Mamba      |
| 14e Congres 2007–2010 | Manuel N. Mamba      |
| 15e Congres 2010–2013 | Randolph Ting        |
| 162 Congres 2013–2016 | Randolph Ting        |
| 17e Congres 2016–2019 | Randolph Ting        |
| 18e Congres 2019–2022 | Joseph L. Lara       |
| 19e Congres 2022–2025 | Joseph L. Lara       |